# بيبي سيرنا
بيبي سيرنا (بالإنجليزية: Pepe Serna) هو ممثل أمريكي، ولد في 23 يوليو 1944 في الولايات المتحدة.

## أعمال

### أفلام
- (1984) ريد دان[3]
- (2014) كعكة[4][5]

## وصلات خارجية
- بيبي سيرنا على موقع IMDb (الإنجليزية)
- بيبي سيرنا على موقع قاعدة بيانات الفيلم (الإنجليزية)